# Tömegmédia
A ,,tömegmédia" (angolul: mass media) kifejezéssel a társadalom szinte minden tagját elérő és érintő, széles hatókörű kommunikációs eszköz jellemezhető. Számos olyan, ma már közkeletű és ismert médiumra vonatkozik, mint a hírlap, képeslap, film, rádió, televízió és a fonográf (az ezzel rögzített zene).

Határa bizonytalan: számos újfajta médium jött létre, mely leginkább abban különbözik a régiektől, hogy egyénre szabottabb, változatosabb és interaktívabb - ennek fő példája az internet. 
Napjainkban a legtöbb információt a tömegmédiából szerezzük. Tömegmédia alatt legtöbbször könyvekre, újságokra, folyóiratokra gondolunk, manapság azonban a rádió, a televízió és az internet a meghatározó. Tehát nagyon sok fajta terjesztési technológiával érik el azt, hogy lehetőleg mindenkihez eljusson az információ.
Fontos, hogy nem következhet be interakció adó és vevő között, a technika közbeiktatása fogja kizárni ezt, és ez az a szempont, ami meghatározó ha tömegmédiáról beszélünk. Így a közvetlen érintkezés megszakításával biztosított a kommunikáció magas szabadságfoka.
A szervezetek, melyek megteremtik a tömegmédia kommunikációját, a programokat tagolják, így a hallgatóságnak lehetősége van arra, hogy a kínálatból kiválassza azt, amely neki megfelel.
Az emberek nem mindig vannak tudatában annak, hogy a tömegmédián keresztül manipulálhatják őket és nem mindent szabad elhinni, mert az információt könnyen átfogalmazhatják. Tehát az innen szerzett tudást fenntartásokkal kell kezelni. Óhatatlan azonban, hogy ez az információ egyfajta önmegerősítő folyamaton megy keresztül, mikor több forrásból is hasonló híreket hallunk. Kétségbevonhatóként kellene kezelni az információkat, azonban mégis igazodunk hozzá és építünk rá.

## A tömegmédiumok fejlődése
A tömegmédia legkorábbi változatának az ókori drámák előadásait tarthatjuk, hiszen ez volt az első alkalom, amikor az "adás" egy nagyobb közönséghez szólt. 
Johannes Gutenberg találmánya elindította a könyvnyomtatást, amely lehetővé tette a könyvek tömeggyártását. Az első nyomtatott könyv a Biblia volt 1453-ban. A szakkifejezés "tömegmédia" a nyomtatott média kialakulásával jelent meg Európában a középkorban. 
A modern sajtó kialakulása a XVII. század végére tehető. A kor iparilag legfejlettebb országaiban jött létre. Az első sajtótermékek az üzleti életről közöltek fontos híreket hírlevél formájában. A hírsajtó hamarosan szellemi tartalommal is telítődött és az üzleti élet számára fontos hírek mellett a társadalmi élet más kérdéseivel is foglalkozott.
A XVII. század második felében kialakultak a tudományos és irodalmi folyóiratok, elsősorban a tudósok, irodalmárok levelezéséből.
- 1702: Londonban megjelenik az első brit napilap: The Daily Courant.

Az újság a XIX. században vált tömegmédiummá a fejlett országokban. A tőkés üzleti sajtó megerősödéséhez hozzájárultak a bulvárlapok, amelyek a szórakoztatást tartották szem előtt. Lényeges szerepük volt az újságolvasás szokássá válásában. Kialakultak a sajtómonopóliumok, hírügynökségek. A technikai újítások lehetővé tették a többmilliós példányszámok elérését, így egyre nagyobb teret és befolyást nyertek az ún. világlapok (The New York Times, The Times, stb.).
"A média" fogalmát az 1920-as években kezdték el használni. A tömegmédia a II. világháborúig csupán a nyomtatott médiából állt egészen a rádió, televízió és videó megjelenéséig és elterledéséig. Az audio-vizuális berendezések rövid időn belül népszerűvé váltak, hiszen egyszerűbb volt a TV-t passzívan befogadni, mint az újságot aktívan olvasni. 
A XX. század végén megjelent az internet, ahol az információk könnyedén elérhetőek a weboldalakon keresztül. A média ezen formája szinte beláthatatlan távlatot nyitott a tömegkommunikáció történetében.

## Tömegmédia napjainkban
Mindennapi kommunikációnk egyre inkább ráutalt a tömegmédiára. Ez a változás alapvetően a társadalmi környezetünk átalakulásában keresendő. A korábbi zárt kisközösségek nagy intimitást nyújtottak, még a mai kapcsolatokra jellemző bonyolult szerveződés nehezíti az eligazodást az információk rengetegében. Ebben a megváltozott helyzetben rá vagyunk utalva, hogy a tömegmédia által nyújtott tudósításokra, hírekre hagyatkozzunk. Két alapvető következménye van ezen megváltozott helyzetnek: egyre több az embereket kiszolgáló információ vesz körül minket, ami segítheti a tájékozódást, ugyanakkor ezen információk ellenőrzésére egyre kevesebb esélyünk van. A hagyományos zárt közösségek esetében van lehetőség, hogy meggyőződjünk az információ hitelességéről, azonban a tömegmédiából származó információk ellenőrzése többnyire egy másik tömegmédiából származó forrás segítségével történik, ami (sokszor) nem biztosít kellő hitelességet. Kijelenthetjük, hogy a tömegmédia önállósul és kiterjedt szerepe van, nem csak a tájékozódásban, hanem az emberek világról kialakított képét is meghatározza. "A tömegmédiában való jelenlét alapvetően kijelöli, hogy az emberek mely társadalmi kérdéseket érzékelik közügyekként, s abban is szerepe van a tömegmédiának, hogy az általa tálalt, társadalmilag relevánsnak tűnő kérdésekről milyen álláspontok rajzolódnak ki. A nyilvánosság tehát ezer szálon átszőtt a tömegmédia valóságkonstrukciója által " A tömegmédia tehát társadalmilag is egyre jelentősebb szerepet tölt be, így nem meglepő, hogy számos kritika is megfogalmazódik a jelenséggel kapcsolatban. A tömegmédia gyakran szenzációs, figyelmet megragadó információkkal operál, míg az ilyen jegyekkel nem rendelkező de releváns információk nem kapnak annyi figyelmet a médiában. Továbbá előfordul az egyes nagyobb hatású események közvetítése esetén, az összefüggések leegyszerűsítése, ami torzíthatja annak megítélését, így az esemény megértését. Lance Benett a 21. századi tömegmédia kritikája szerint, csak ritkán fordul elő, hogy egy csoport (ami méreténél fogva tömegnek van címkézve) ugyanazon híreket ugyanazon tömegmédia médiumán keresztül figyelje. Gyakrabban fordul elő, hogy egy csoport különböző forrásokból tájékozódik és így úgymond újra "feltalálják" a tömegmédiát. A hitelesség és relevancia fenntartását szolgáló szűrők azonban a korábbi médiumok esetében bizonyultak hatékonynak, így a tömegmédia változásának megfelelően a szűrés új formáit kell kialakítani.

## A luhmanni tömegmédia-elmélet
Niklas Luhmann a tömegmédia kifejezés alatt mindazon társadalmi intézményeket érti, melyek a kommunikáció terjesztéséhez a sokszorosítás eszközeit alkalmazzák. Ezek közé tartoznak a könyvek, folyóiratok, újságok, fényképészeti, vagy elektronikus másolási eljárások, ill. az elektronikus média.
Luhmann szerint a médiatartalom előállítása vezetett a külön tömegmédia-rendszer kitagozódásához. 
Hisz a médium - Luhmann klasszikus szembeállítása szerint - pusztán a formaképződményeket teszi lehetővé, melyek eltérően magától a médiumtól a későbbiekben éppen azokat a kommunikatív műveleteket fogják alkotni, melyek a rendszer kiépülését és működési zártságának létrejöttét mozdítják elő. A munka komoly hiányossága viszont éppen az, hogy behatóan nem tért ki az interaktív médiumok megjelenésére. (televízió, online média) Ezzel ellentétben a szerzőnél a tömegmédia társadalomelméleti beágyazódását - mint operacionális zártságot és autopoietikus reprodukciót - is éppen azon meghatározottsága teszi lehetővé, hogy kizárja a közvetlen interakció lehetőségét. Ezáltal tartható meghatározott keretek között maga a rendszer és így jöhet létre a társadalom szabályozott, etikai és gazdasági keretek közt megvalósuló önmegfigyelése is. 
A tömegmédia viszont két hangsúlyos szelekciós tényezőnek is ki van téve: 
1. Az első ilyen szempont az adáskészség és a bekapcsolási érdek, minek értelmében a szervezetek, melyek a tömegmédia kommunikációját létrehozzák pusztán sejtésekkel (közv. kut.) élhetnek tartalmaik elfogadását illetően. 
2. A specifikus médiatartalom-gyártás pedig a programok standardizálódásához, de egyidejű differenciálódásához is vezethet, aminek következtében a befogadó azt veheti át a kínálatból ami neki fontos, vagy amiről úgy érzi, környezetében tudni illik.